# さんみゅ〜
さんみゅ〜（sunmyu）は、日本の女性アイドルグループ。所属事務所はサンミュージックプロダクション。2012年結成、2020年解散。2013年1月にシングル「くちびるNetwork」でデビュー。キャッチフレーズは「明るく、元気に、爽やかに 21世紀最初の純白アイドル」。

## 特徴
1980年代に松田聖子・早見優・岡田有希子・酒井法子といった人気アイドルを輩出し、「アイドルの名門」と評されるサンミュージックが、中嶋美智代以来21年ぶりに手掛けるアイドルである。アイドルグループが所属するのは同事務所としては初。
「さんみゅ〜」というグループ名は、当時サンミュージックグループ会長であった相澤秀禎が社名からつけたものである。同氏はメジャーデビュー後初のワンマンライブ直前に急逝。
キャッチフレーズは「明るく、元気に、爽やかに 21世紀最初の純白アイドル」。「明るく、元気に、爽やかに」は、サンミュージックの創業当初からの教えである。
「1980年代王道アイドル路線」と称される楽曲を中心にライブ活動を繰り広げている。デビュー当初は往年のアイドルソングのカバーが中心で、「カバー曲」というイメージもある。
オリジナル曲も増えており、2013年11月にリリースされた4thシングル「これが愛なんだ」では、シングルの表題曲が初めてオリジナル曲となった。メンバーの西園みすずはカバー曲とオリジナル曲双方について「ちょっと懐かしい雰囲気があるのが、私たち『さんみゅ〜』らしさだと思います」とコメントしている。
2016年4月からは、香坂みゆき、渡辺美奈代、早見優など80年代を代表する先輩アイドルをゲストに迎えての定期公演を開催している。
2014年9月の防災キャンペーンイベントをきっかけに「防災アイドル」としても活動。早見優の「夏色のナンシー」を元にした防災ソング「ソナえあればウレいナンシー」を東京消防庁とコラボレーションしている。
2020年3月1日、ソロ活動に専念するため、最終公演「さんみゅ〜 FINAL LIVE -夢で逢いましょう－」をもって全メンバーが卒業（事実上の解散）。さんみゅ〜自体は名前を残し、将来グループとして復活する可能性はあるとしている。

## メンバー
グループのメンバーは、サンミュージックグループのタレント養成校であるサンミュージックアカデミーの出身者により構成されている。

### 2020年3月1日時点（解散時）でのメンバー
| 名前       | 読み            | 愛称       | メンバーカラー | 生年月日と年齢         | 出身地   | 出身校   | 血液 型 | 身長 (cm) | キャッチコピー             |
| ---------- | --------------- | ---------- | -------------- | ---------------------- | -------- | -------- | ------- | --------- | -------------------------- |
| 木下綾菜   | きのした あやな | あやな     | オレンジ       | 1996年7月14日（29歳）  | 埼玉県   | 東京校   | A       | 161.3     | 胸キュンキャラメルボイス   |
| 小林弥生   | こばやし やよい | やぁちゃん | 緑             | 1996年3月4日（29歳）   | 奈良県   | 大阪校   | B       | 157       | ピカピカ関西娘             |
| 新原聖生   | にいはら せな   | せにゃん   | 赤             | 1998年12月25日（26歳） | 鹿児島県 | 鹿児島校 | B       | 148       | にゃんにゃん薩摩おごじょ   |
| 西園みすず | にしぞの みすず | みっすー   | 青             | 1995年4月2日（30歳）   | 大阪府   | 大阪校   | A       | 159       | キラキラ微笑みリーダー     |
| 野田真実   | のだ まみ       | まみりん   | ピンク         | 1996年6月30日（29歳）  | 大阪府   | 大阪校   | 不明    | 149.8     | さんみゅ〜のちょこんと妖精 |

### 元メンバー
| 名前           | 読み                   | 愛称       | メンバーカラー | 生年月日と年齢        | 出身地            | 出身校 | 血液 型 | 身長 (cm) | キャッチコピー             | 活動終了日     |
| -------------- | ---------------------- | ---------- | -------------- | --------------------- | ----------------- | ------ | ------- | --------- | -------------------------- | -------------- |
| 後藤翼ジェニー | ごとう つばさ ジェニー |            |                | 1997年4月9日（28歳）  | 山形県            | 山形校 | AB      |           |                            | 2012年9月28日  |
| 中山冴恵       | なかやま さえ          | サエッピ   |                | 1998年6月20日（27歳） | 東京都 フィリピン | 東京校 | O       | 161.0     |                            | 2013年4月11日  |
| 京極友香       | きょうごく ともか      | ともきょん |                | 1995年5月16日（30歳） | 大阪府            | 大阪校 | A       | 159.5     | ミラクルストロベリーアイズ | 2015年1月17日  |
| 山内遥         | やまうち はるか        | はるるん   | 紫             | 1994年6月9日（31歳）  | 兵庫県            | 大阪校 | O       | 162       | ふわふわマシュマロガール   | 2015年12月30日 |
| 長谷川怜華     | はせがわ れいか        | れいちゃむ | 黄             | 1996年3月25日（29歳） | 新潟県            | 新潟校 | B       | 152.2     | ときめきクラスメイト       | 2016年12月27日 |

最終選抜までの候補メンバー
- 尾崎友理子
- 詫間麻彩
- 花房里枝
- 柳川花帆
- 鈴木瑠華
- 中村幸

メンバー内投票までの候補メンバー
- 渡邉愛里
- 加藤優菜

## 略歴

### 2011年
5月21日、サンミュージックアイドルプロジェクトがスタートし、オーディションが初めて行われた。オーディションに応募したのは、日本全国のタレント養成学校「サンミュージックアカデミー」に所属する女性で、その数は約1000名だった。そして、1000名の中から本社最終審査を経て候補メンバー11名（尾崎友理子・加藤優菜・木下綾菜・後藤翼ジェニー・小林弥生・詫間麻彩・中村幸・新原聖生・野田真実・花房里枝・柳川花帆）が選ばれ、11月18日にニコニコ動画で公式チャンネル「さんみゅー」が開設された。11名は「1期生」と呼ばれることがある。
翌19日には、11名の初顔合わせが行われた。当時メンバー候補に知らされていたのは、サンミュージックでアイドルグループを作るが、何人組のグループになるかは未定であり、CDデビューの確約も無い、ということである。また、これ以降メンバー決定までの様子が同公式チャンネルで動画配信された。

### 2012年
1月、千葉の海で空手の特訓を受けながら、合宿を行った。その後2月に候補メンバーが増員されることが告知され、3月10日には、長谷川怜華・鈴木瑠華・渡邉愛里・西園みすず・中山冴恵・山内遥・京極友香の7名が追加され、11名から18名へと増員された。追加された7名は「2期」または「2期生」と呼ばれることがある。
5月5日、初のライブ「SUNMYU A GO! GO!」が行われた。同ライブは、2組に分けられた18名の候補メンバーが、2組それぞれ同じ曲を披露するという形式で、歌割り・振り・構成・衣装は候補メンバー自身によって決められた。5月6日には、最終メンバー選抜・第1回投票が行われ、候補メンバー自身による投票でメンバー2名（渡邉・加藤）が落選し、候補メンバーは16名に絞り込まれた。この投票について候補メンバー自身は直前まで「やりたくない」とスタッフに意見を述べていたが、その意見が聞き入れられることは無かった。木下は投票を実施したくないと考えた理由として「ライブが終わって、みんなでの達成感があったのに選抜しなきゃならなかった」と述べている。
7月1日、「さんみゅ〜最終メンバー選抜」が行われ、スタッフにより選考された9名と、ニコニコ生放送の配信の視聴者の投票により選ばれた1名の、合計10名（西園みすず・山内遥・後藤翼ジェニー・木下綾菜・中山冴恵・新原聖生・野田真実・京極友香・小林弥生・長谷川怜華）が正式メンバーとなった。グループ名は「グループの色が固まっていない現状、プロジェクト自体をベータ公開している」・「試作のβ版」という意味で「さんみゅ〜(β）」となり、メジャーデビューし「β」を取ることを目標として活動を開始した。
8月4日には初のCDシングル「くちびるNetwork」を発売し、インディーズデビューした。同曲は事務所の先輩である岡田有希子の楽曲をカバーしたものである。同日から5日にかけては、TOKYO IDOL FESTIVAL 2012に出演し「くちびるNetwork」を初披露した。8月16日には、初の単独ライブを赤坂サカスで行った。同ライブでは「くちびるNetwork」「ファースト・デイト」など、約30分のステージを披露した。また、この年の夏は、7月20日から8月19日にかけてメンバーによる合宿が行われた。合宿は体力面・パフォーマンス力・チームワーク等の向上を目的として行われ、京極は「チームワークが一番上達した部分」とコメントし、西園は「それまで週末しか集まれなかったから、なかなか打ち解けられなかったけど、やっと夏合宿で仲良くなれましたね。」とコメントした。
9月28日、後藤翼ジェニーが学業を優先するという理由で脱退した。
10月4日、さんみゅ〜初のレギュラーラジオ番組『Music Spice!』（FM-FUJI）の放送が開始された。
11月3日、シングル「ファースト・デイト」を発売。同日、初のワンマンライブ、さんみゅ〜(β)ファーストワンマンライブ『ファーストデイト』を表参道GROUNDで行った。同ライブのアンコールでは、サンミュージックグループの会長相澤秀禎により、ポニーキャニオンから2013年1月23日にメジャーデビューすることがサプライズで発表された。また、公式ホームページ・オフィシャルブログも開設された。
11月24日、池袋サンシャインシティ噴水広場で行われた、サンシャインシティ×新星堂i-pop さんみゅ〜 デビューシングル予約握手会〜「私達、今日から “β” がとれるんです・・・」特別記念イベント〜で、グループ名の「さんみゅ〜（β）」からベータが取れて「さんみゅ〜」となったことが発表された。
2012年末からメンバー全員で共同生活を始めている。京極によれば、寮で暮らしているという。

### 2013年
1月13日、テレビ番組『行列のできる法律相談所』（日本テレビ）に出演した。この出演に対しては反響があり、YouTubeにアップロードされていた「くちびるNetwork」のミュージック・ビデオの再生回数が10万回を超えた。1月23日にメジャーデビューシングル「くちびるNetwork」が発売され、26日には、サンシャインシティ噴水広場でデビュー記念イベントを開いた。同イベントでは「くちびるNetwork」など全5曲を披露した。衣装は白いドレスだった。
4月11日、中山冴恵が学業に専念するという理由で脱退し、4月24日には、2ndシングル「ほほにキスして」が発売された。同シングルは中山が参加した最後のシングルとなった。
5月23日、サンミュージックグループ会長の相澤秀禎が死去。さんみゅ〜は相澤秀禎が手がけた最後のアイドルとなった。
5月26日、メジャーデビュー後初のワンマンライブ「さんみゅ〜LIVE 2013 SUNMUSEUM」をTOKYO FM HALLにて行った。ライブの前には会見が開かれ、メンバーはライブ・新曲「夏祭り」・相澤秀禎の死について述べた。西園は「しゅんとしてても会長さんは喜んでくれない。天に届くように歌います」とコメントした。ライブ本編では「夏祭り」を初披露した他、カバー曲・オリジナル曲合わせて全14曲を披露した。
7月3日、3rdシングル「夏祭り」を発売。表題曲「夏祭り」はJITTERIN'JINNの楽曲のカバーで、衣装は純白の衣装の上に青いはっぴを着用したものとなっている。また、JITTERIN'JINNバージョンやWhiteberryバージョンと異なり、ダンスの振り付けがついている。7月6日には、同シングルの発売を記念したワンマンライブ「さんみゅ〜LIVE 2013 SUNMUSEUM-夏の魔法-」「さんみゅ〜LIVE 2013 SUNMUSEUM-花火と太陽-」を下北沢GARDENにて行った。同ライブでは、さんみゅ〜が今後定期公演を開催することがサプライズで発表された。
9月23日から12月21日にかけては、メンバー自身がタイトルやライブの内容をプロデュースした、さんみゅ〜LIVE2013定期公演が行われた。11月20日、4thシングル「これが愛なんだ」を発売。これまでの3枚のシングルの表題曲はカバー曲であり、シングルの表題曲がオリジナル曲となるのは初となる。同曲の衣装の色は白に戻った。

### 2014年
1月4日、さんみゅ〜のメンバーが初めて声優を務めたテレビアニメ『JEWELINCLE じゅえりんくる〜12の妖精とふしぎな宝石箱〜』の放送が開始された。
3月19日、5thシングル「春が来て僕たちはまた少し大人になる」を発売。同シングルはオリコンCDシングルデイリーランキングで4位にランクインし、初めてTOP10入りした。
4月12日には、ワンマンライブ「さんみゅ〜 LIVE 2014 SUN & YOU -春の嵐-」をステラボールにて行った。同ライブでは2公演で1500人を動員した。
7月1日、AKIBAカルチャーズ劇場にて隔週火曜日の定期公演「LIVEでSUN&YOU」を開始。
7月2日、6thシングル「純情マーメイド」をリリース。
8月6日、初のアルバム『未来地図』をリリース。同アルバムはシングル曲6曲・新曲4曲など全15曲を収録したもので、グループのこれまでの活動の集大成と言えるものとなっている。さらに、同アルバムの初回盤Bには、これまでにリリースしたシングルのカップリング曲を全て収録したDISC 2が付属している。
8月26日、ニッポン放送防災キャンペーン「ラジオで安心 みんなの防災 2014」記者会見にて、「防災アイドル」に起用されたことを発表。9月6日、サンストリート亀戸での公開番組にて、防災ソング「ソナえあればウレいナンシー」を披露した。サンミュージックの事務所の先輩でもある早見優が1983年にリリースした楽曲「夏色のナンシー」の替え歌で、日頃の生活からの防災意識を高めるよう呼びかけている歌詞となっている。
11月19日、7thシングル「初雪のシンフォニー」をリリース。

### 2015年
1月17日、「さんみゅ〜LIVE2015 SUN&YOU-2nd Anniversary-純白宣言」開催。この日をもって、京極友香がプロのダンサーになるという夢を実現するため卒業。
3月18日、8thシングル「はじまりのメロディ」をリリース。同シングルはオリコン週間CDシングルランキングで9位にランクインし、メンバーが目標としていたTOP10入りを達成した。
6月2日、AKIBAカルチャーズ劇場で開催された定期公演において、公式Twitterの記事に対するリツイート数が3000を突破した場合、6月24日に代々木公園野外ステージにてフリーライブを開催するというメンバー発案企画を発表。6月17日、リツイート数が3000を上回り、フリーライブの開催が決定。
6月24日、代々木公園でのフリーライブ開催。
6月30日、AKIBAカルチャーズ劇場における定期公演最終日にてチケット完売を達成。また、10月に9thシングルがリリースされることも発表された。
7月22日、初のDVD「Pure White 〜Live & Music Clip〜」をリリース。オリコン週間DVD音楽ランキングにて9位を獲得。
| 名前       | 色       | バラの花言葉 |
| ---------- | -------- | ------------ |
| 木下綾菜   | オレンジ | 魅惑         |
| 小林弥生   | 緑       | 癒し         |
| 新原聖生   | 赤       | 情熱         |
| 西園みすず | 青       | 夢はかなう   |
| 野田真実   | ピンク   | 淑やか       |
| 長谷川怜華 | 黄       | 献身         |
| 山内遥     | 紫       | 気品         |

8月1日、東京アイドルフェスティバルにて9thシングル「トゲトゲ」初披露。ベッキーとのコラボレーションによる楽曲。グループとしては初めて黒をベースとした衣装となり、初めてメンバーカラーが採用された。
8月15日、大阪YES THEATERにて、初の全国ツアー開幕。8月22日に福岡、8月23日に東京で開催された。
9月30日、東京都公式YouTubeチャンネルにて、防災ソング「ソナえあればウレいナンシー」のMVが公開。東京消防庁とのコラボレーション。
10月7日、9thシングル「トゲトゲ」をリリース。同シングルはオリコン週間CDシングルランキングで5位を獲得、過去最高の順位となった。
10月31日、初主演映画『中野JK〜退屈な休日〜』が、第2回新人監督映画祭の特別プレミア作品として上映される。
11月10日、山内遥が年内いっぱいで卒業することを発表し、12月30日に行われた卒業公演でグループを卒業した。

### 2016年
1月17日、山内遥卒業後の6人体制として初ライブとなるデビュー3周年記念ライブを東京・虎ノ門のニッショーホールで開催。
4月5日、定期公演「LIVE PARADE」を開始。ワンマンライブ、トークバラエティおよび対バン形式ライブの3形態で開催となっている。
6月1日、2015年から2016年にかけて開催されたワンマンライブ3本を収録したDVD「Pure White 3GIGS 」を発売。
10月27日、長谷川怜華が年内での卒業を発表。
12月27日、AKIBAカルチャーズ劇場での長谷川怜華卒業公演にて、4周年記念ワンマンライブと10thシングル発売が発表される。

### 2017年
1月21日、ラゾーナ川崎におけるリリースイベントにおいて、10thシングル表題曲のタイトル「桜色プロミス」が発表される。
2月12日、４周年記念ワンマンライブを全編バンドの生演奏で開催。またメンバー自身による楽器演奏で「これが愛なんだ」を披露（ドラム：野田、ベース：木下、キーボード：小林、ギター：西園・新原）。
5月12日、銀座ヤマハスタジオでの定期公演をスタート。
6月7日、木下がグループから初のソロデビュー、「向い風にファイト！」をリリース。
7月25日、AKIBAカルチャーズ劇場での定期公演を再開、銀座と秋葉原の2カ所での定期公演となる。
10月12日、AKIBAカルチャーズ劇場での定期公演に事務所の後輩アイドルグループ@SunCafeをはじめてオープニングアクトに迎える。
12月8日、野田と新原が3人組ガールズユニットMELLOW MELLOWのメンバーとして参加、デビューシングル「ガールズアワー」をリリース。

### 2018年
2月1日、台湾で開催された「台北國際動漫節」ICHIBAN JAPAN STAGE に出演。初の海外イベント出演。
2月25日、渋谷WWWにてデビュー5周年記念ワンマンライブ開催。新曲「純白ですから」「ガーリーテイスト」を披露。
5月29日、11thシングル「真夏のFantasy」の発売を発表。プライベートレーベル・sunmyu worksからのリリースとなる。
8月31日、昭和アイドルアーカイブスのトリビュートアルバム企画にハコイリ♡ムスメ・橘はるかと参加、オリジナルアナログレコード「僕らのプレシャス」を制作。

### 2019年
1月7日、定期公演にて6周年記念ライブ開催を発表。
2月3日、6周年記念ライブを開催。全国5都市ツアーを発表。
2月26日、定期公演にて12thシングルおよび2ndアルバムの同時リリースを発表。
11月7日、2020年3月1日をもって全メンバーが卒業することを発表した。2020年2月2日から東名阪ツアーを行い、3月1日にYAMAHA銀座スタジオで行う個別握手会とライブがラストステージとなる予定。さんみゅ〜自体は名前を残し、将来グループとして復活する可能性はあるとしている。

### 2020年
1月22日、2014年から継続してきた秋葉原カルチャーズ劇場での定期公演の最終公演を開催。
3月1日、最終公演「さんみゅ〜 FINAL LIVE -夢で逢いましょう－」を開催。本公演はニコ生にて配信された。

### 2021年
11月、西園が年内限りでの芸能界引退を表明。
12月、小林がサンミュージックとの契約を終了、フリーに。

## 作品
※順位はオリコン週間ランキング最高位。

### シングル
|      | 発売日         | 作品名                             | 順位 | 形態                                                 | 規格品番                                               | 備考                                        |
| ---- | -------------- | ---------------------------------- | ---- | ---------------------------------------------------- | ------------------------------------------------------ | ------------------------------------------- |
| 1st  | 2013年1月23日  | くちびるNetwork                    | 57位 | CD+DVD CD                                            | PCCA-03767 PCCA-03768 PCCA-70358                       | 初回盤A 初回盤B 通常版                      |
| 2nd  | 2013年4月24日  | ほほにキスして                     | 91位 | CD+DVD CD                                            | PCCA-03824 PCCA-03825 PCCA-70370                       | 初回盤A 初回盤B 通常版                      |
| 3rd  | 2013年7月3日   | 夏祭り                             | 45位 | CD+DVD CD                                            | PCCA-03839 PCCA-03840 PCCA-03841 PCCA-70372            | 初回盤A 初回盤B 初回盤C 通常版              |
| 4th  | 2013年11月20日 | これが愛なんだ                     | 33位 | CD+DVD CD                                            | PCCA-03933 PCCA-03934 PCCA-03935 PCCA-70389            | 初回盤A 初回盤B 初回盤C 通常版              |
| 5th  | 2014年3月19日  | 春が来て僕たちはまた少し大人になる | 12位 | CD+DVD CD                                            | PCCA-03988 PCCA-03989 PCCA-03990 PCCA-70399            | 初回盤A 初回盤B 初回盤C 通常版              |
| 6th  | 2014年7月2日   | 純情マーメイド                     | 13位 | CD+DVD CD                                            | PCCA-04040 PCCA-04041 PCCA-04042 PCCA-70410            | 初回盤A 初回盤B 初回盤C 通常版              |
| 7th  | 2014年11月19日 | 初雪のシンフォニー                 | 18位 | CD+DVD CD+PHOTOBOOK CD+チェンジングジャケット仕様 CD | PCCA-04110 PCCA-04111 PCCA-70417 PCCA-70418 PCCA-70419 | TYPE-A TYPE-B TYPE-C TYPE-D 通常版          |
| 8th  | 2015年3月18日  | はじまりのメロディ                 | 9位  | CD+DVD CD+チェンジングジャケット仕様 CD              | PCCA-04180 PCCA-04181 PCCA-70431 PCCA-70432            | TYPE-A TYPE-B TYPE-C 通常版                 |
| 9th  | 2015年10月7日  | トゲトゲ                           | 5位  | CD+DVD CD                                            | PCCA-04274 PCCA-04275 PCCA-70453 PCCA-70454〜70460     | TYPE-A TYPE-B 通常版 メンバーソロジャケット |
| 10th | 2017年3月15日  | 桜色プロミス/風のミラージュ        | 16位 | CD+DVD CD                                            | PCCA-4494 PCCA-4495 PCCA-70499                         | TYPE-A TYPE-B 通常版                        |
| 11th | 2018年8月8日   | 真夏のFantasy                      | 28位 | CD+DVD CD                                            | SUNWKS-001 SUNWKS-002 SUNWKS-003                       | Premium Box 通常版A 通常版B                 |
| 12th | 2019年5月15日  | Special Day/SYNCHROMANCE           | 39位 | CD                                                   | SUNWKS-007                                             | 通常版                                      |

### アルバム
|     | 発売日        | 作品名      | 順位 | 形態                    | 規格品番                         | 備考                        |
| --- | ------------- | ----------- | ---- | ----------------------- | -------------------------------- | --------------------------- |
| 1st | 2014年8月6日  | 未来地図    | 43位 | CD+DVD 2CD+PHOTOBOOK CD | PCCA-04061 PCCA-04062 PCCA-04063 | 初回盤A 初回盤B 通常版      |
| 2nd | 2019年5月15日 | euphorhythm |      | 3CD+1DVD CD             | SUNWKS-004 SUNWKS-005 SUNWKS-006 | Premium Box ALBUM A ALBUM B |

さんみゅ〜(β)名義
- くちびるNetwork（2012年8月4日、SMLC-0013）[62]
- ファースト・デイト（2012年11月3日）[66]

### トリビュートアルバム
- 清水信之 アレンジャー歴35周年記念アルバム「LIFE IS A SONG」- 木下綾菜、新原聖生、野田真実が参加[151]
- 岩里祐穂 35周年記念アルバム「Ms.リリシスト〜岩里祐穂作詞生活35周年Anniversary Album〜」 - アルバム「未来地図」の楽曲「初戀」を収録[152]
- 昭和アイドルアーカイブス 企画 アナログレコード製作プロジェクト「ぼくらのプレシャス」 - 「ロコモーション・ドリーム」「花のイマージュ」「風立ちぬ」「Love Fair」に参加[153]

### 映像作品
|   | 発売日        | 作品名                                       | 順位 | 形態 | 規格品番   | 備考                                                               |
| - | ------------- | -------------------------------------------- | ---- | ---- | ---------- | ------------------------------------------------------------------ |
| 1 | 2015年7月22日 | Pure White 〜Live & Music Clip〜             | 35位 | DVD  | PCBP-53133 | 2015年1月開催の2周年記念ワンマンライブとミュージッククリップを収録 |
| 2 | 2016年6月1日  | Pure White 3GIGS [2015夏〜2016冬 Collection] |      | DVD  | SCBP-00027 | 2015年夏ツアー、山内遙卒業公演および3周年記念ワンマンライブを収録  |

### デジタル写真+ムービー作品集
- さんみゅ〜天使降臨（2013年、GザテレビジョンPLUS配信、撮影：西村康、動画：三浦洋平）[156][157]

## 出演

### 主催公演

#### 2012年
- SUNMYU A GO! GO!（2012年5月5日、TSM葛西 9Fライブスペース）[55][158][159]
- 初の単独ライブ（2012年8月16日、赤坂サカス）[5]
- さんみゅ〜(β)ファーストワンマンライブ『ファーストデイト』（2012年11月3日、表参道GROUND） - 初のワンマンライブ[3]。

#### 2013年

##### 単独公演 SUNMUSEUM
- さんみゅ〜 LIVE 2013 SUNMUSEUM（2013年5月26日、TOKYO FM HALL）[79] - メジャーデビュー後初のワンマンライブ[6]。
- さんみゅ〜 LIVE 2013 SUNMUSEUM-夏の魔法-/-花火と太陽-（2013年7月6日、下北沢GARDEN）[83]

##### 定期公演 さんみゅ〜 LIVE 2013
- さんみゅ〜 LIVE 2013 定期公演 第1弾 - 第4弾（2013年9月23日 - 12月21日、初台The DOORS）[160][161][162][163][164]
  - 2013年9月23日
第1部 テーマ「みんなの光」 （担当：小林弥生）[165]
第2部 テーマ「The World of Happy Smiles」（担当：長谷川怜華） [166]
  - 2013年10月19日
第1部 テーマ「Happy Time 〜夢の時間〜」（担当：山内遥） [167]
第2部 テーマ「The feeling for songs 〜私たちの夢のため歌おう〜」（担当：新原聖生） [168]
  - 2013年11月16日
第1部 テーマ「Let’s make a magical time♪」（担当：野田真実） [169]
第2部 テーマ「〜いい色の日！〜 あなたをさんみゅ〜色に染めます♡」（担当：京極友香） [170]
  - 2013年12月21日
第1部 テーマ「サンタに恋するクリスマス♪」（担当：西園みすず） [171]
第2部 テーマ「グランドフィナーレ 〜新たな一歩に向けて〜」（担当：木下綾菜） [172]

#### 2014年

##### 単独公演 LIVE 2014 SUN & YOU -春の嵐-
- さんみゅ〜 LIVE 2014 SUN & YOU -春の嵐-（2014年4月12日、品川ステラボール）[91][173]

##### 定期公演 LIVE de SUN & YOU
- さんみゅ〜 火曜定期公演「LIVEでSUN&YOU」（2014年7月1日 - 2015年6月30日、AKIBAカルチャーズ劇場）[174][175][176][177]
  - 2014年7月1日 テーマ「純情」
フリーライブにて開催。「ガラスの季節」初披露。[178]
  - 2014年7月8日 テーマ「さんみゅ〜 ザ☆ベスト10」
投票による上位10曲を10位から順番に披露[179]。1位は「みんなの太陽」[180]。
「僕らの未来地図」の初披露、ピックアップとして「Lui Lui」「プレッジハート〜誓約〜」を披露した[181]。
  - 2014年7月22日 テーマ「ユニット＆シャッフル」
歌割をあみだくじで決めての歌唱[182]、およびユニットでの歌唱[183]。「木洩れ日とオレンジ」初披露[184]。
  - 2014年8月12日 テーマ「さんみゅ〜 the BEST」
メジャーデビューからの全シングル曲を歌唱。[185]
「キスをください」初披露。7thシングルリリースの発表。[186]
  - 2014年8月26日 テーマ「夢のしっぽ」
メンバー全員ツインテールでの公演。メンバーオリジナルドリンクを販売。[187]
  - 2014年9月9日 テーマ「イントロドン」
観客の書いたリクエストをスタッフが抽選して曲を流し、メンバーが歌唱する。[188]
「初雪のシンフォニー」音源初公開[189]。
  - 2014年9月30日 テーマ「初◯◯」
初雪のシンフォニー衣装初披露、アルバム曲「初戀」初披露。２周年記念ワンマンライブ開催発表[190]。
  - 2014年10月14日 テーマ「the COVERS」
全てカバー曲でのセットリスト。持ち歌のほか「まちぶせ」「愛をこめて花束を」「GOOD LUCKY!!!!!」「恋する夏!」を披露[191][192]。
  - 2014年10月28日 テーマ「Hello, Halloween」
ハロウィンにちなみ、小林がメンバーのコスプレをプロデュース[193]。
  - 2014年11月11日 テーマ「違和感」
これまでとの違和感（衣装交換、ロゴ違いなど）を含んでの公演[194]。アンコールでは元候補生の中村幸を含む９人での楽曲披露[195]。
  - 2014年11月25日 テーマ「メンバープロデュース」
「恋はパノラマ」のMV、振り付けやセットリストをメンバープロデュース。[196][197]。
  - 2014年12月9日 テーマ「NON STOP」
9曲連続での楽曲披露[198]。
  - 2014年12月30日 テーマ「さんみゅ〜 the BEST さよなら午年編」
2014年最後のライブ。新原聖生バースデーサプライズ[199]。8thシングルリリース発表[200]。

#### 2015年

##### 2nd Anniversary「純白宣言」
- さんみゅ〜 LIVE 2015 SUN & YOU -2nd Anniversary- 純白宣言（2015年1月17日、草月ホール）[201][202][203][204][205]

##### 定期公演 LIVE de SUN & YOU
- さんみゅ〜 火曜定期公演「LIVEでSUN&YOU」
  - 2015年1月27日 テーマ「さんみゅ〜 ザ☆ベスト10 vol.2」
上位11位までの曲でセットリスト作成。１位は「純情マーメイド」[206]。
  - 2015年2月10日 テーマ「バレンタイン・スペシャル」
「バレンタインキッス」カバー披露、メンバーからチョコレートのプレゼントあり[207]。
  - 2015年2月24日 テーマ「さんみゅ〜 the BINGO!!」
曲名を記したビンゴカードを観客に配布、披露した楽曲でビンゴ大会を実施[208]。
  - 2015年3月10日 テーマ「the COVERS -spring-」
「春一番」「my graduation」「さくらサンキュー」をカバー[209]。
「恋のプラットホーム」初披露、小林弥生バースデーサプライズ[210]。
  - 2015年3月24日 テーマ「the BEST 総決算」
全表題曲の披露、「はじまりのメロディ」週間９位発表。長谷川怜華バースデーサプライズ[211]。
  - 2015年4月7日 テーマ「メンバープロデュース前編」
メンバーおよびスタッフの好きな曲でのセットリスト[212]。
  - 2015年4月21日 テーマ「メンバープロデュース後編」
「白い蕾」初披露。「悲しきヘブン」「LOVEマシーン」カバー。「恋のプラットホーム」メンバープロデュース作成披露[213]。
  - 2015年5月5日 テーマ「DANCE & ROCKS」
激しい曲中心でのセットリスト。木下綾菜ソロダンス披露[214]。
  - 2015年5月19日 テーマ「Love & Pops」
可愛らしい曲中心でのセットリスト。メンバーの初恋エピソード披露[215]。
  - 2015年6月2日 テーマ「the ONE」
メンバー1人1人がソロでしてみたい事を披露[216]。
  - 2015年6月16日 テーマ「LIVEでSUN&YOU HISTORY」
これまでの企画から投票で決定。「悲しきヘブン」「さくらサンキュー」「年下の男の子」「GOOD LUCKY!!!」「初めてを経験中」をカバー[217]。
  - 2015年6月30日 テーマ「the FINAL」
定期公演最終回。SOLD OUT達成[218]。

##### 全国ツアー LIVE 2015 純白行脚 -夏-
- さんみゅ〜 LIVE 2015 純白行脚〜夏〜[219][220]
  - 2015年8月15日 大阪 YES THEATER 、ゲスト JK21、SO.ON project
  - 2015年8月22日 福岡 BEAT STATION 、ゲストIs'9
  - 2015年8月23日 東京 山野ホール

##### 山内遥卒業公演
- さんみゅ〜 山内遥卒業公演 （2015年12月30日、AKIBAカルチャーズ劇場）[221]

#### 2016年

##### 3rd Anniversary「3×6＝」
- さんみゅ〜 LIVE 2016 3rd Anniversary「3×6＝」（2016年1月17日、ニッショーホール）[222]

##### 定期公演 LIVE PARADE
- さんみゅ〜 LIVE 2016 Monthly Series 「LIVE PARADE」
  - 4月5日「集まれ！さんみゅ〜笑学校」
AKIBAカルチャーズ劇場にて開催。ゲスト 藤井ペイジ(飛石連休)、三拍子。[223]
  - 4月22日「純白歌合戦」レジェンドゲスト香坂みゆき
渋谷WWWにて開催。ゲスト DEAR KISS、オープニングアクト Cupidolic。
香坂のデビュー曲「初恋宣言」のカバーを披露、さんみゅ〜と香坂が「KIRARI」を共演した。[224]
  - 5月3日「LIVE de SUN & YOU 2nd season」
AKIBAカルチャーズ劇場にて開催。
昼公演は工藤静香「くちびるから媚薬」[225]、ピンクレディーメドレー[226]、Juice=Juice「私が言う前に抱きしめなきゃね」[227]などカバー主体。
夜公演ではアコースティックでの「はじまりのメロディ」など、しっとりとした曲主体での構成。
  - 6月7日「集まれ！さんみゅ〜笑学校」
AKIBAカルチャーズ劇場にて開催。ゲストはお侍ちゃん。[228]
  - 6月24日「純白歌合戦」レジェンドゲスト渡辺美奈代[229]
渋谷WWWにて開催。ゲスト ハコイリ♡ムスメ
おニャン子クラブ時代の楽曲をコラボした。[230]
  - 7月5日「LIVE de SUN & YOU 2nd season」
AKIBAカルチャーズ劇場にて開催。
  - 8月2日「集まれ！さんみゅ〜笑学校」
AKIBAカルチャーズ劇場にて開催。ゲストは藤井ペイジ(飛石連休)、TAIGA。
  - 8月19日「純白歌合戦」レジェンドゲスト早見優
渋谷WWWにて開催。ゲスト アイドルネッサンス、AIS。
  - 9月6日「LIVE de SUN & YOU 2nd season」
AKIBAカルチャーズ劇場にて開催。
  - 10月21日「純白歌合戦」レジェンドゲスト松本伊代
渋谷WWWにて開催。ゲストは La PomPon。
- LIVE de SUN & YOU 2nd season 追加公演（2016年11月22日、AKIBAカルチャーズ劇場）
- さんみゅ〜X’mas Live 2016 / 新原聖生Birthday Live〜Eighteen HOLY DAY〜（2016年12月25日、ヤマハ銀座スタジオ）[231]

##### 長谷川怜華卒業公演
- LIVE de SUN & YOU 2nd season 長谷川怜華卒業公演（2016年12月27日、AKIBAカルチャーズ劇場）

#### 2017年

##### 4th Anniversary 「純白・生」
- さんみゅ〜 LIVE 2017 4th Anniversary 純白・生（2017年2月12日、渋谷WWW）[232]

##### トリビュートライブ Tribute to the Legend
- さんみゅ〜 presents Tribute to the Legend
80年代に黄金時代を築いた「レジェンドアイドル」にリスペクトの意味を込めたトリビュートライブ[233]
  - 第1回 2017年2月26日 ヤマハ銀座スタジオ ゲスト：上野優華、La PomPon（YUKINO／KIRI）、藤井愛願（FlowerNotes）
  - 第2回 2017年8月13日 ヤマハ銀座スタジオ ゲスト：パクスプエラ、DEAR KISS、橘はるか（Ange☆Reve）
  - 第3回 2017年11月23日 R’sアートコート ゲスト：ハコイリムスメ、山木コハル（X21）、川口ゆりな（X21）
  - 第4回 2018年1月27日 R’sアートコート ポニーキャニオン特集

##### 定期公演 銀座で逢いましょう
- さんみゅ〜定期公演 「銀座で逢いましょう」（ヤマハ銀座スタジオ）
  - 第1回 5月12日 [234]
  - 第2回 6月9日 [235]
  - 第3回 7月7日 [236]
  - 第4回 8月11日 [237]
  - 第5回 9月8日 [238]
  - 第6回 10月13日 [239]
  - 第7回 11月16日 [240]
  - 第8回 12月7日 [241]

##### 定期公演 秋葉原でも逢いましょう
- さんみゅ〜定期公演 「秋葉原でも逢いましょう」（AKIBAカルチャーズ劇場）
  - 第1回 7月25日 [242]
  - 第2回 8月22日 [243]
  - 第3回 9月26日 [244]
  - 第4回 10月24日 [245]
  - 第5回 11月21日 [246]
  - 第6回 12月19日 [247]

##### アコースティックライブ
- さんみゅ〜 meets Acoustic（ヤマハ銀座スタジオ）
全編バンド演奏でのアコースティックライブ。アコースティックアレンジや思い入れのある曲のカバーなど。
  - vol.1 2017年4月2日 [248]
  - vol.2 2017年6月24日 [249]
  - vol.3 2018年4月28日 [250]

#### 2018年

##### 5th Anniversary 「純白・生２」
- さんみゅ〜 LIVE 2018 5th Anniversary 純白・生２（2018年2月25日、渋谷WWW）[251]

##### 東名阪ツアー 真夏のFANTASY
- さんみゅ〜ツアー2018 「真夏のFANTASY」[252]
  - 2018年7月8日 大阪 北堀江club vijon
  - 2018年7月15日 名古屋 SAKAE R.A.D
  - 2018年7月28日 東京 渋谷WWW

##### 定期公演 銀座で逢いましょう
- さんみゅ〜定期公演 「銀座で逢いましょう」（ヤマハ銀座スタジオ）
  - 第9回 2018年4月28日 [253]
  - 第10回 5月19日 [254]
  - 第11回 6月30日 [255]
  - 第12回 8月24日 [256]
  - 第13回 9月15日 [257]
  - 第14回 10月13日 [258]
  - 第15回 11月17日 [259]
  - 第16回 12月8日 [260]

##### 定期公演 秋葉原でも逢いましょう
- さんみゅ〜定期公演 「秋葉原でも逢いましょう」（AKIBAカルチャーズ劇場）
  - 第7回 2018年1月30日 [261]
  - 第8回 2月27日 [262]
  - 第9回 3月27日 [263]
  - 第10回 4月24日 [264]
  - 第11回 5月29日 [265]
  - 第12回 6月26日 [266]
  - 第13回 7月24日 [267]
  - 第14回 8月28日 [268]
  - 第15回 9月25日 [269]
  - 第16回 10月30日 [270]
  - 第17回 11月27日 [271]
  - 第18回 12月25日 [272]

#### 2019年

##### 6周年記念公演
- さんみゅ〜 ６周年記念ライブ 〜リクエストBEST Acoustic〜（2019年2月3日、ヤマハ銀座スタジオ）[273]
- さんみゅ〜 ６周年記念ライブ 〜リクエストBEST20〜（2019年2月3日、ヤマハ銀座スタジオ）[274]

##### LIVE TOUR 2019 「Like a standard」
- さんみゅ〜LIVE TOUR 2019 「Like a standard」 [275]
  - 2019年5月26日 仙台 Space Zero
  - 2019年6月9日 福岡 Insa
  - 2019年6月16日 名古屋 RAD Hall
  - 2019年6月23日 大阪 アメリカ村BEYOND
  - 2019年6月28日 東京 TSUTAYA O-WEST

##### 定期公演 銀座で逢いましょう
- さんみゅ〜定期公演 「銀座で逢いましょう」（ヤマハ銀座スタジオ）
  - 第17回 2019年1月6日 [276]
  - 第18回 2019年4月28日 [277]
  - 第19回 2019年5月12日 [278]
  - 第20回 2019年7月26日 [279]
  - 第21回 2019年9月16日 [280]
  - 第22回 2019年10月18日 [281]

##### 定期公演 秋葉原でも逢いましょう
- さんみゅ〜定期公演 「秋葉原でも逢いましょう」（AKIBAカルチャーズ劇場）
  - 第19回 2019年1月29日 [282]
  - 第20回 2019年2月26日 [283]
  - 第21回 2019年4月16日 [284]
  - 第22回 2019年5月14日 [285]
  - 第23回 2019年6月11日 [286]
  - 第24回 2019年7月30日 [287]
  - 第25回 2019年8月27日 [288]
  - 第26回 2019年9月24日 [289]
  - 第27回 2019年10月31日 [290]
  - 第28回 2019年11月25日 [291]
  - 第29回 2019年12月24日 [292]

##### アコースティックライブ Destination
- vol.9 2019年1月13日 ヤマハ銀座スタジオ
1部　AIKA&SHION(C;ON)／石井 栞(Fullfull Pocket)／松島史奈／西園みすず(さんみゅ〜)
2部　AIKA&SHION(C;ON)／新原聖生(さんみゅ〜)／松島史奈／URAN
- vol.10 2019年5月4日 ヤマハ銀座スタジオ
1部　安島菜々／WAYWAVE／さんみゅ〜／広瀬ゆうき
2部　安島菜々／さんみゅ〜／広瀬ゆうき／フルーレット

##### ジョイントライブ
- THE LIVE 
2019年2月17日  ヤマハ銀座スタジオ
出演　さんみゅ〜／DEAR KISS／ハコイリ♡ムスメ
- さんみゅ〜 x ONEPIXCEL 2マンライブ 
2019年3月30日 AKIBAカルチャーズ劇場
出演　さんみゅ〜／ONEPIXCEL
- THE LIVE -Solid sound 3man- 
2019年5月12日  ヤマハ銀座スタジオ
出演　さんみゅ〜／WHY@DOLL／C;ON
- THE LIVE -GINZA STATE- 
2019年6月21日  ヤマハ銀座スタジオ
出演　さんみゅ〜／安島菜々／C;ON／Melty Hz
- THE LIVE -GINZA STATE 4- 
2019年8月17日  ヤマハ銀座スタジオ
出演　パクスプエラ／Tokyo Rockets／さんみゅ〜
- さんみゅ〜×WHY＠DOLL 2マンLIVE 
2019年10月12日 渋谷Glad
出演　さんみゅ〜／WHY＠DOLL

#### 2020年

##### 定期公演 秋葉原でも逢いましょう
- 2020年1月22日 [293]

##### さんみゅ〜 LIVE TOUR 2020  favorite place
- 2020年2月2日 東京 赤羽ReNY alpha
- 2020年2月15日 名古屋 RAD Hall
- 2020年2月23日 大阪 アメリカ村BEYOND

##### sunmyu meets acoustic vol.5
- 2020年2月29日 東京  ヤマハ銀座スタジオ

##### 定期公演 銀座で逢いましょう FINAL
- 2020年2月29日 東京  ヤマハ銀座スタジオ

##### さんみゅ〜 FINAL LIVE 夢で逢いましょう
- 2020年3月1日 東京  ヤマハ銀座スタジオ

### ライブイベント

#### 2012年
- Flying Penguin Records present. Frappe Summit Vol.11 （2012年6月9日、渋谷 O-Crest）[294][295]
- GIRLs-RockPop stadium （2012年6月17日、吉祥寺CLUB SEATA）[296][297][298]
- 下北FMアイドル見本市Vol.4（2012年6月30日、東放学園映画専門学校 STUDIO Dee ） [299]
第一部出演：尾崎友理子／小林弥生／詫間麻彩／西園みすず／長谷川怜華／花房里枝／柳川花帆／山内遥 [300]
第二部出演：木下綾菜／京極友香／後藤翼ジェニー／鈴木瑠華／中村幸／中山冴恵／新原聖生／野田真実 [301]

- TOKYO IDOL FESTIVAL 2012（2012年8月4日 - 5日、お台場青海特設会場）[302][46][303]
- OTODAMA x アイパラ presents アイパラ夏休みスペシャル　暑中お見舞い申し上げます！（2012年8月6日、逗子 音霊 SEA STUDIO） [304][305]
- 下北FMアイドル見本市Vol.5（2012年9月17日、東放学園映画専門学校 STUDIO Dee ） [306][307]
- アイドル大感謝祭2012 （2012年12月29日、東京キネマ倶楽部）[308][309]
- アイドルジェネレーションvol.7（2012年12月30日、吉祥寺CLUB SEATA）[310]

#### 2013年
- IDOL Live Starring Vol.3（2013年2月17日、SHIBUYA-AX）[311][312]
- 神LIVE Vol.5（2013年2月24日、キネマ倶楽部）[313][314]
- アイパラ IDOL Party #6 （2013年3月10日、TOKYO FM HALL）[315]
- アイドルスタジアム （2013年3月10日、SHIBUYA-AX）[316]
- TOKYO IDOL FESTIVAL 2013（2013年7月28日、お台場青海特設会場）[317][318]
- アイドル甲子園 横浜BLITZ球場 2DAYS （2013年8月13日、横浜BLITZ）[319]
- ぽにきゃん!アイドル倶楽部 感謝祭（2013年9月1日、山野ホール）[320]
- アイドル甲子園 秋季大会（2013年10月6日、赤坂BLITZ）[321]
- @JAM the Field vol.4（2013年10月26日、SHIBUYA-AX）[322]
- 浜松町グリーンサウンドフェスタ 浜祭（2013年11月4日、東京タワー 特設ステージ）[323]

#### 2014年
- アイドル甲子園 謹賀新年 2014（2014年1月3日、赤坂BLITZ）[324]
- 動物愛護チャリティライブ モエソニック（2014年1月5日、Zepp NAGOYA）[325]
- TOKYO IDOL GATE vol.2（2014年4月5日、ディファ有明）[326]
- ぽにきゃん!アイドル倶楽部 感謝祭（2014年5月10日、ディファ有明）[327]
- 東北六魂祭2014山形「六魂Fes!」（2014年5月24日、山形市霞城公園内市営野球場）[328]
- SEKIGAHARA IDOL WARS 2014〜関ケ原唄姫合戦〜（2014年7月21日、関ヶ原桃配運動公園）[329]
- TOKYO IDOL FESTIVAL 2014（2014年8月2日 - 3日、お台場青海特設会場）[330]
- POP PARADE（2014年8月16日、OTODAMA SEA STUDIO）[331][332]
- ＠JAM EXPO 2014（2014年8月31日、横浜アリーナ）[333]
- GIRL'S NATURAL LIVE 2014 Autumn（2014年10月29日、新宿ReNY）[334]
- 浜松町グリーンサウンドフェスタ 浜祭（2014年11月3日、汐留芝離宮ビルディング ハマサイト特設ステージ）[335]
- ＠JAM the Field vol.6（2014年11月24日、六本木ブルーシアター）[336]

#### 2015年
- YOKOHAMA IDOL EXPO（2015年2月14日、tvk APPLAUSE）[337]
- 春のPON!祭り（2015年3月25日、汐留日テレタワー）[338]
- Live Idol Tokyo 2015（2015年3月28日、恵比寿リキッドルーム）[339][340]
- GIRLS GIRLS GIRLS 11th LIVE in spring 2015（2015年5月6日、shibuya duo MUSIC EXCHANGE）[341]
- OTODAMA 空 FES 2015（2015年5月10日、H.L.N.A SKYGARDEN 野外ステージ(ダイバーシティ東京)）[342]
- Grateful Days （2015年5月12日、代官山LOOP） - 西園みすず、新原聖生が出演[343][344][345]
- 東北六魂祭2015秋田「六魂Fes!」（2015年5月30日、秋田県立体育館）[346][347]
- TOKYO IDOL PROJECT × 日経エンタテインメント ネクストメジャー・アイドルLIVE（2015年6月6日、nicofarre）[348][349]
- GIRLS GIRLS GIRLS SUMMER LIVE 2015（2015年7月3日、shibuya duo MUSIC EXCHANGE）[350]
- 音霊 OTODAMA SEA STUDIO 2015（2015年7月5日、音霊 OTODAMA SEA STUDIO）[351][352]
- ギュウ農フェス Vol.4（2015年7月12日、スタジオアルタ）[353][354]
- TIF 2015 前夜祭（2015年7月25日、nicofarre）[355][356]
- アイドルお宝くじ パーティーライヴ（2015年7月26日、六本木ヒルズアリーナ）[357][358]
- TOKYO IDOL FESTIVAL 2015（2015年8月1日 - 2日、お台場青海特設会場）[359][360]
- 朝霞駐屯地納涼祭（2015年8月5日、陸上自衛隊朝霞駐屯地） [361]
- a-nation (2015年8月6日、国立代々木競技場第一体育館) [362]
- ＠JAM EXPO 2015（2015年8月29日、横浜アリーナ）[363]
- TOKYO PRINCESS GIG!（2015年9月19日、AKIBAカルチャーズ劇場）[364]
- GIRLS・GIRLS・GIRLS 13th Halloween Night!! （2015年10月20日、渋谷 duo MUSIC EXCHANGE）[365]
- 第81回甲府えびす講祭り（2015年11月23日、甲府中央商店街かすがも〜る特設ステージ）[366]
- LIVE SHOW CASE vol.1（2015年11月23日、TwinBox AKIHABARA）[367]
- OTODAMA 空 FES 天空のファンタジー winter（2015年11月29日、H.L.N.A SKYGARDEN 野外ステージ(ダイバーシティ東京屋上)）[368]
- HighLisk2015 in和歌山（2015年12月5日、和歌山マリーナシティ）[369]
- IDOL PAGE NEO IN NAGOYA（2015年12月6日、名古屋 X-HALL）[370]
- 東京ジョイポリス カウントダウンパーティー 2016（2015年12月31日-2016年1月1日、東京ジョイポリス）[371]

#### 2016年
- ミュージックパーク 2016 （2016年5月4日、日比谷公園）[372]
- 横浜開港記念みなと祭「ヨコハマカワイイパーク」（2016年5月5日、山下公園）[373]
- ラジオ日本 1ami9LIVE! EXTRA（2016年5月25日、関交協ハーモニックホール）- 新原聖生が出演[374]
- 淡路島ガールズポップフェスティバル（2016年5月28日-29日、淡路ワールドパークONOKORO）[375][376]
- LIVE SHOW CASE vol.3（2016年5月29日、新宿BLAZE）[377][378]
- 夏江紘実 タメドラフェス#002（2016年6月26日、TSUTAYA O-nest）[379][380]
- TOKYO IDOL FESTIVAL 2016（2016年8月5日 - 7日、お台場青海特設会場）[381]
- ハイパーあいどるフェス（2016年8月14日、大阪城野外音楽堂）[382]
- 夏の天使かよ！ Supported by MEETIA（2016年8月24日、SHIBUYA CLUB QUATTRO）[383]
- @JAM×ナタリー EXPO 2016（2016年9月24日 - 25日、幕張メッセ国際展示場）[384]

- ポニーキャニオン50周年イベント ぽにきゃん!アイドル倶楽部 感謝祭（2016年10月8日、ニッショーホール）[385]
- Destination（2016年10月23日、ヤマハ銀座スタジオ）- 西園みすず、新原聖生が出演[386]
- アイドル楽曲派 ！ selected by マーティ・フリードマン （2016年11月3日、渋谷 SOUND MUSEUM VISION）[387]
- OTODAMA 空 FES 天空のファンタジー2016 （2016年11月5日、H.L.N.A SKYGARDEN 野外ステージ(ダイバーシティ東京屋上)）[388]
- ラジオ日本 1ami9LIVE! EXTRA2 セナマイナ - 新原聖生とMAINA（大阪☆春夏秋冬）によるアコースティックライブ。
2016年11月11日 京都文化博物館[389]
2016年11月12日 渋谷シダックスカルチャーホール[390]
- Colors - Daikanyama Loop 8th Anniversary -（2016年11月29日、代官山LOOP）- 西園みすず、新原聖生が出演[391]
- 本格音楽女子祭 （2016年12月11日、新木場STUDIO COAST）[392]
- FM-FUJI “GIRLS❤GIRLS❤GIRLS” Shooting Star☆（2016年12月20日、shibuya duo MUSIC EXCHANGE）[393]

#### 2017年
- 星空ロック・音楽夜話〜小さな幸せを探す旅＆フェス（2017年1月26日-27日、渋谷区文化総合センター大和田 伝承ホール）[394]
- Destination Vol.2（2017年1月28日、ヤマハ銀座スタジオ）- 西園みすず、新原聖生が出演[395]
- 北陸アイドルフェスティバル in 福井（2017年2月5日、福井県県民ホール）[396]
- palet presents「Mix Colors」（2017年2月19日、TSUTAYA O-nest）[397]
- DEAR KISS定期公演（2017年3月20日、YAMAHA銀座スタジオ）[398]
- 昭和アイドルアーカイブス スペシャル（2017年6月26日、東京カルチャーカルチャー）[399]
- 昭和アイドルアーカイブス presents Respect for 渡辺美奈代（2017年7月8日、AKIBAカルチャーズ劇場）[400]
- 関ケ原唄姫合戦2017 （2017年7月22日 - 23日、関ヶ原桃配運動公園）[401]
- 湧水町夏祭り （2017年7月30日、鹿児島県湧水町 栗野地区八坂神社横広場）[402]
- TOKYO IDOL FESTIVAL 2017（2017年8月4日 - 6日、お台場青海特設会場）[403]
- @JAM EXPO 2017（2017年8月27日、横浜アリーナ）[404]
- DDD - Discovery iDol Depot - 1st ANNIVERSARY （2017年9月17日、白金高輪SELENE b2）[405][406]
- ミュージックパーク Acoustic Theater （2017年10月7日、座・高円寺）[407][408]
- 横須賀市「第15回 観音崎フェスタ」（2017年11月3日、神奈川県立観音崎公園）[409][410]
- 港区 (東京都)「東京2020パラリンピック」開幕1000日前イベント（2017年11月29日、新橋駅 SL広場前特設ステージ）[411]
- 足立区「光の祭典2017」（2017年12月2日 - 3日、足立区元渕江公園）[412][413]
- 新宿区「新宿区若者のつどい2017 ひろげよう！新宿の魅力」（2017年12月9日、新宿文化センター）[414][415]
- 空フェス カウントダウン・スペシャル2018 in SKY CIRCUS（2017年12月31日 - 2018年1月1日、サンシャイン60展望台）[416][417]

#### 2018年
- 台北國際動漫節 ICHIBAN JAPAN STAGE（2018年2月1日-2日、台北南港展覧館）[418]
- 泉佐野市消費生活フェア2018 （2018年2月12日、いこらも〜る泉佐野）[419]
- ミュージックパーク - Girls＆Music Theater （2018年3月24日、山野ホール）[420]
- Sun Music Petit Fes.（2018年4月20日、ヤマハ銀座スタジオ）[421]
- 奈良ミ・ナーラアイドルフェス（2018年4月28日、奈良平城プラザ）[422]
- 明治学院大学祭「戸塚まつり2018」（2018年5月27日、明治学院大学横浜キャンパス）[423]
- NEO Fes!!! presented by Top Yell Vol.5 （2018年7月16日、TOKYO FM HALL）[424]
- TOKYO IDOL FESTIVAL 2018（2018年8月4日 - 5日、お台場青海特設会場）[425]
- 銀座アイドル歌謡祭 Vol.3（2018年8月11日、ヤマハ銀座スタジオ）[426]
- 超☆汐留アイドルダービーパラダイス（2018年8月17日、日本テレビ汐留本社特設ステージ）[427]
- @JAM EXPO 2018（2018年8月25日、横浜アリーナ）[428]
- 横浜グルメンタ2018 （2018年9月9日、横浜赤レンガ倉庫）[429]
- iPopfes 7周年記念Special Stage（2018年9月22日 - 23日、新宿ReNY）[430]
- FUN！FUN！FUN！体育の日記念イベント2018（2018年10月9日、駒沢オリンピック公園）[431]
- 観音崎フェスタ（2018年11月3日、県立観音崎公園）[432]
- 昭和アイドルアーカイブス presents 「ぼくらのプレシャスライブ」 （2018年11月17日、ヤマハ銀座スタジオ）[433]
- ワングーフェス （2018年11月24日、つくばセンター広場）[434]
- 2018 クリスマスイベント in 駒沢・駒沢6時間耐久レース クリスマスイルミネーション点灯式 （2018年11月25日、駒沢オリンピック公園）[435]
- 竹内街道・横大路（大道）まつり（2018年12月1日、橿原市役所分庁舎及び周辺商店街）[436]
- 2018 クリスマスイベント in 駒沢・駒沢6時間耐久レース （2018年12月15日、駒沢オリンピック公園）[437]
- 第１回 黒白歌合戦（2018年12月28日、渋谷WWW）[438]
- IDOL Pop’n Party 大感謝祭 2018（2018年12月30日、アイアシアタートーキョー）[439]

#### 2019年
- 台湾FESTIVAL 2019（2019年2月10日、東京タワー）[440]
- IDORISE!! FESTIVAL 2019（2019年3月9日、TSUTAYA O-EAST）[441]
- 泉佐野市消費生活フェア2019 （2019年3月17日、イオンモール日根野）[442]
- LIVE SHOW CASE 2019（2019年4月27日、山野ホール）[443]
- 日立オクトーバーフェスト2019（2019年4月29日、日立シビックセンター新都市広場）[444]
- かわいいおん（2019年5月1日、イオン幕張）[445]
- ミュージックパーク 〜Girls＆Music Theater〜（2019年6月1日、渋谷ストリームホール）[446]
- ARE YOU READY? 2019 音楽フェス in ユードムアリーナ（2019年6月2日、水戸市 M-SPO ユードムアリーナ）[447]
- SEKIGAHARA IDOL WARS 2019 〜関ケ原唄姫合戦〜 （2019年7月21日、桃配運動公園 ）[448]
- TOKYO IDOL FESTIVAL 2019（2019年8月2日 - 4日、お台場青海特設会場）[449]
- @JAM EXPO 2019（2019年8月24日、横浜アリーナ）[450]
- RAINBOW BEACH POP FESTIVAL 2019（2019年9月15日、七ヶ浜国際村）[451]
- 第17回観音崎フェスタ（2019年11月3日、県立観音崎公園）[452]
- iPop fes MAG’s編Vol.3（2019年12月21日、MAG’s PARK MAGNET by SHIBUYA109 ）[453]
- 昭和アイドルアーカイブス スペシャル 2019 Winter （2019年12月16日、東京カルチャーカルチャー）[454]
- 第2回 黒白歌合戦（2019年12月29日、TSUTAYA O-WEST）[455]

#### 2020年
- HIT☆GiRL (2020年1月18日、吉祥寺CLUB SEATA)
- エンタバシブヤ byWonderGOO / SHINSEIDO iPop fes.〜in SHIBUYA〜 Vol.4  (2020年1月19日、MAGNET渋谷)
- さんみゅ〜と開歌-かいか- in 文化放送 (2020年2月9日、文化放送メディアプラスホール)

### イベント
- 第3回東日本大震災チャリティーイベント 〜心に太陽を〜（2012年7月26日、池袋サンシャインシティ噴水広場）[456][457]
- 定期イベント みんなとSUN&YOU（2014年5月18日 - 8月10日、ポニーキャニオン本社1Fイベントスペース）[458]
- なんてったってハロプロ（ハロー！プロジェクト オフィシャルショップ 東京秋葉原店）[459]
vol.17 野田真実が出演 (2016年4月17日) [460]
vol.18 木下綾菜が出演 (2016年5月15日) [461]
vol.20 新原聖生が出演 (2016年7月30日) [462]
- 目指せ！超ドSフェスタしずおか。四二〇〇八五五 公開収録 アシスタント (2016年7月30日、吉祥寺CLUB SEATA) [463]
- 足立区「光の祭典2017」MC（2017年12月2日 - 3日、足立区元渕江公園）[464]

### テレビ
- ライブB♪（2013年1月29日[465]・7月30日[466]・11月26日[467]、TBS）
- ハッピーMusic（2013年2月1日、日本テレビ）[468]
- JEWELINCLE じゅえりんくる〜12の妖精とふしぎな宝石箱〜（2014年1月4日 - 、tvk） - 声優としての出演[89]。
- 関西テレビ放送開局55周年特別番組　天下とったるで〜！関西人の東京進出物語 （2014年2月22日、関西テレビ）[469]
- アイドルお宝くじ（テレビ朝日）
お宝カヴァー大会（2014年12月27日[470]、2015年1月10日[471]）
勝ち残り形式（2015年3月14日）- 2ポイント差で脱落[472]
真夏の神曲紅白歌合戦（2015年8月22日）[473]
勝ち残り形式（2016年1月16日、1月23日、2月20日、3月5日、3月19日、5月13日） - 5週勝ち残り[474]
- MUSIC JAPAN（2015年6月8日、NHK）[475]
- 東京 Princess Gig ♪（2015年10月11日、BSジャパン）[476]
- にじいろジーン（2015年10月3日、関西テレビ）- 西園みすずが出演[477]
- 激バナ〜○○語り〜（2015年11月5日、NOTTV）- 山内遥が出演[478]
- 歌いーな!（2015年12月12日、テレビ東京）[479]
- きみだけTV （2016年10月5日- 、TOKYO MX ほか）- レギュラー
- 歌え！昭和のベストテン （2017年1月7日 、BS日テレ ）[480]
- 超ドSナイト・目指せ! 超ドSフェスタしずおか。四二〇｜〇八五五 （2017年1月9日- 、SBS静岡放送 ）[481]
- 爆走ロケハンター（2018年10月11日 、TOKYO MX ）[482]

### CM
- シン・コーポレーション、カラオケBanBan（2013年4月3日 - 、2013年12月1日 - 2014年1月13日、2014年4月[483]）[484][485]
- みずほ銀行 「本当にかんたんだったんです。篇」（2016年12月）- 西園、木下が出演[486][487]

### キャンペーン

#### わさビーフ 25周年キャンペーン
2013年9月、山芳製菓わさビーフ発売25周年のキャンペーン応援隊として活動開始。わさビーフのマスコットキャラ「わしゃビーフくん」と協力して『わさんみゅ〜』を結成、記念イベントへの出演、ライブチケットのプレゼントキャンペーンのほか、8044食「わさビーフ」サンプリングチャレンジなどコラボレーションを展開した。
- わさビーフ25周年記念イベント (2013年9月14日、新宿ステーションスクエア)
- わさんみゅ〜の出たとこChu〜ぶ (2013年9月-12月)

#### ルネサンス高等学校オフィシャルサポーター
サンミュージック・アカデミーと同校が提携しており、同校のプロモーション動画出演や応援ソングを披露、オープンキャンパスや卒業式に参加するなどコラボレーションを2014年3月からおこなっている。リーダーの西園はデビューを期に同校に転校、自分が卒業生として出席する卒業式にゲスト出演しミニライブをおこなっている。
- ルネサンス高校プロモーション動画出演
- ルネサンス高校応援ソング「僕らのルネサンス」
- 卒業式ゲスト出演 (2014年3月、豊田・大阪・東京)
- オープンキャンパス (2014年11月22日、ルネサンス大阪高等学校)
- 特別カリキュラム授業イベント『ルネサンミュ高等学校』 (2016年8月18日、ルネサンス大阪高等学校)

#### 防災キャンペーン
2014年9月のイベント出演を機に「防災アイドル」として活動開始。防災啓発イベントへの出演、キャンペーンソングやポスターなど展開している。
- キャンペーンソング『ソナえあればウレいナンシー』
- ニッポン放送 防災キャンペーンイベント「ラジオで安心 みんなの防災 2014」 (2014年9月6日、サンストリート亀戸)
- 平成27年 東京消防出初式 (2015年1月6日、東京ビッグサイト)
- 消防博物館リニューアルイベント (2015年3月15日、消防博物館)
- 平成27年度 防災週間ポスター (2015年8月30日 - 9月5日)
- ニッポン放送 防災キャンペーンイベント「ラジオで安心 みんなの防災 2015」 (2015年9月5日、恵比寿ガーデンプレイス)
- 平成28年 東京消防出初式 (2016年1月6日、東京ビッグサイト)
- ニッポン放送ミュージックパーク 防災キャンペーンイベント (2016年5月2日、日比谷公園)
- 防災パーク2016 (2016年8月27日、NHK放送センター)
- みなと区民祭り地域防災イベント (2016年10月8日、増上寺)
- 東京消防庁「はたらく消防の写生会」表彰式 (2016年11月26日、調布市グリーンホール)
- 平成29年 東京消防出初式 (2017年1月6日、東京ビッグサイト)
- 集まれ！さんみゅ〜笑学校　港区防災課編 -春の防災訓練- (2017年3月25日、ポニーキャニオン本社 1Fイベントスペース)
- 備えあれば大丈夫！アイドルと防災を学ぼう！ (2017年6月3日、TSUTAYA O-Crest)
- NHKラジオ ごごラジ! 防災キャンペーン出演 (2017年8月31日) 
- 平成30年 東京消防出初式 (2018年1月5日、東京ビッグサイト)
- 港区ワールドカーニバル (2018年3月25日、東京タワー)
- 平成31年 東京消防出初式 (2019年1月6日、東京ビッグサイト)
- 奈良県広域消防組合「消防フェア2019」 (2019年11月10日、イオンモール橿原)
- 光ヶ丘消防署「秋の火災予防運動」 (2019年11月13日、光ヶ丘IMAホール)

#### 地域観光PR
奈良市観光大使 - 小林弥生 (2014年9月28日 - )
- ツーリズムEXPO 2014 (2014年9月)
- Yahoo！ライフマガジン (2017年12月)
- Y･e･s 21 ふれあいフェス2019 (2019年9月8日)

泉佐野市PR大使 - 西園みすず (2015年3月22日 - )
- PR大使就任式 (2015年3月22日)
- 広報いずみさの 市長との新春特別対談および広報誌表紙 (2016年1月) 
- J:COM ご当地サタデー 出演 (2017年5月18日) 

#### 福祉キャンペーン
- NHKハートプロジェクト 第20回「NHKハート展」作画担当 - 小林弥生

### 映画
- マイ・フレンドシップ・キルト (2015年) - 野田真実が出演[535]
- 中野JK〜退屈な休日〜（2015年） - 主演[129]

### ドラマ
- 短編ドラマ「どんぐりの女たち」 (2018年8月10日 - 、楽天TV・TSUTAYA TV) - 西園みすずが出演[536][537]
- 連続ドラマ「ゼブラ」 (2019年2月21日 - 、CBCテレビ・dtvチャンネル) - 野田真実が出演[538]

### 舞台
- 人猫「このニャかに人猫（じんびょう）がいるニャ」 〜「のぶニャがの野望」トライアル公演〜 (2015年12月16日 - 12月23日、俳優座劇場) - 長谷川怜華、野田真実が出演[539]
- 劇団BRATS「椿説 おくのほそ道」 (2015年12月22日 - 12月27日、すみだパークスタジオ「倉」) - 西園みすずが出演[540]
- ヒストリーズJAPAN 2016 (2016年4月16日 - 4月17日、新宿シアターモリエール) - 西園みすずが出演
- みちこのみたせかい (2016年5月5日 - 5月8日、新宿村LIVE) - 長谷川怜華が出演
- A´company Produce 「GET OUT! STREET!! -2016- 〜トゥー・ウェイ・ストリート〜」 (2016年5月27日 - 5月29日、築地ブディストホール) - 西園みすずが出演[541]
- 新感覚音楽劇「星空ロック」 (2016年7月30日 - 7月31日、ザムザ阿佐ヶ谷) - 西園みすず、木下綾菜が出演[542]
- ねこ軍議〜飼い猫はどいつニャ？ (2016年 8月8日 - 8月14日、R’sアートコート 新大久保) - 長谷川怜華、小林弥生が出演[543]
- 劇団BRATS第10回記念公演 第1弾 「戦闘改造学園Z」(2016年12月1日 - 12月4日、すみだパークスタジオ「倉」) - 西園みすずが出演
- アリスインプロジェクト 2016年12月公演「GIRLS TREK」(2016年12月7日 - 12月11日、シアターブラッツ) - 長谷川怜華が出演
- 朗読劇 「誰も聞かないラジオの流れるカフェのお話」(2017年1月14日 - 15日、北池袋新生館シアター) - 野田真実が出演
- Favorite Banana Indians第11回本公演「エーテルコード」（2018年1月11日 - 1月14日、劇場MOMO）-西園みすずが出演[544]

- 舞台 エンテナ PLAY UNION 第七回公演「赤い絆の橋の上、ここからはじまる時のコト」(2018年2月14日 - 18日、浅草九劇 ) - 西園みすずが出演[545]
- 舞台「レジスタンスイレブン」(2018年4月1日 - 15日、四谷フラワースタジオ ) - 西園みすずが出演[546]
- 舞台「Gentle Winds 〜あの風が吹いたとき〜」(2018年5月9日 - 13日、ザムザ阿佐ヶ谷 ) - 西園みすずが出演[547]
- 劇団バルスキッチン第4回公演「青春フルスロットル」(2018年9月5日 - 9日、コフレリオ新宿シアター ) - 西園みすずが出演[548]
- 舞台「NORN9 ノルン+ノネット」(2018年10月17日 - 21日、草月ホール ) - 西園みすずが出演[549]
- アドリブ心理劇「レジスタンスイレブン〜クリスマスを守り抜け〜」(2018年12月15日、コフレリオ新宿シアター ) - 小林弥生が出演[550]
- 劇団SUTTHINEE 旗揚げ公演「サンドイッチの作り方」(2018年12月19日 - 24日、バルスタジオ ) - 西園みすずが出演[551]
- 五反田タイガー 5th Stage「OH,MY GODDESS!!〜あなたが望むなら〜」(2019年1月16日 - 20日、銀座 博品館劇場 ) - 木下綾菜が出演[552]
- 劇団バルスキッチン第8回公演「どぎまぎメモリアル」(2019年3月27日 - 31日、バルスタジオ ) - 西園みすずが出演[553]
- 舞台「みんなのうた」(2019年4月10日 - 14日、劇場MOMO ) - 小林弥生が出演[554]

### ラジオ
- Music Spice!（2012年10月4日 - 2014年3月28日[555]、FM FUJI、木曜担当）[65][556]
- さんみゅ〜の『さんしゃさんみゅ〜』（2014年4月16日 - 9月23日、文化放送、毎週火曜日） - 『リッスン? 〜Live 4 Life〜』内のコーナー[557]
- 古坂大魔王のアイドル倶楽部（2014年4月4日 - 2015年9月25日、ニッポン放送、毎月第1週金曜日）[558]
- オレたちゴチャ・まぜっ!〜集まれヤンヤン〜（2014年4月19日[559] - 2015年4月11日 、MBSラジオ、毎週土曜日） - 山内遥が出演[560]
- 60TRY部（2014年10月4日[561] - 、アール・エフ・ラジオ日本、毎週金曜日） - 長谷川怜華が出演[562]
- 土曜の夜は長谷川怜華（2016年6月4日 - 12月24日 、エフエム長崎、毎週日曜日（土曜日深夜）） - 長谷川怜華が出演[563]
- ラジオiNEWS （ラジオNIKKEI第1放送）
2018年3月1日 小林・西園、3月8日 小林・野田、3月15日 小林・木下、3月22日 小林・新原、3月29日 全員出演[564]
2019年5月23日・30日 西園・木下 [565][566]
2020年2月20日・27日 全員出演 [567][568]
- 週刊メディア通信（ミュージックバード制作・全国コミュニティFMにて放送、2018年8月 ） [569]
- U-MORE!「Fヨコ大感謝祭2018」（FM横浜、2018年9月14日 ）[570]
- SALUS all in one（FM SALUS、2018年10月29日 ）[571]
- アイドルコイン上場中!（市川うららFM、2018年9月 ）- マンスリーMC[572]
- アイドルリターンズ（市川うららFM、2019年2月 ）レギュラーMC [573]

### インターネット配信
- さんみゅ〜DEいいじゃん!!（2012年10月7日 - 2012年12月23日、@TV AKIHABARA）[574][575]
- ぽにきゃん!アイドル倶楽部（2013年2月4日 - 、ニコニコ生放送、隔週月曜日放送）[576]
- みんなのSUN & YOU（2013年10月8日 - 、ニコニコ生放送、毎月第1週火曜日放送）[577][578]
- さんみゅ〜の!純白ラジオ（2014年3月14日 - 、スマホでUSEN）[579][580]
- もっと!!さんみゅ〜deいいじゃん!!（2014年10月21日 - 、ニコニコ生放送）[581]
- 週刊わちゃわちゃ通信（2014年11月6日 - 、ニコニコ生放送、毎週木曜日放送）[582][583]
- さんみゅ〜のオールナイトニッポンモバイル（2015年3月4日 - 、ニッポン放送Radital）[584]
- 闘え!さんみゅ〜!（2016年1月18日 - 、ニコニコ生放送、第2・第4木曜日放送）[585]
- さんみゅ〜の王道ラジオ（2018年7月25日 - 、JFN PARK、毎週水曜日放送）[586]

## 書籍

### 雑誌連載
- アニカンRヤンヤン!!「さんみゅ〜の清く、正しく、美しく!!」（2013年4月(vol.5) - 、エムジーツー）[587][588]